# 1968 en Norvège
Chronologie de la Norvège
- 1964
- 1965
- 1966
- 1967
- 1968
- 1969
- 1970
- 1971
- 1972

Cet article présente les faits marquants de l'année 1968 en Norvège ou relatifs à la Norvège.

## Gouvernance
- Olav V est roi de Norvège.
- Per Borten est le chef du gouvernement.

## Événements
- 27 mai : un bombardier soviétique s'abîme en mer de Norvège après avoir survolé un porte-avions américain[1].

## Sport
- La saison 1968 du Championnat de Norvège de football était la 6e édition de la première division norvégienne à poule unique, la Tippeligaen. Les 10 clubs jouent les uns contre les autres lors de rencontres disputées en matchs aller et retour.
- Norvège aux Jeux olympiques d'hiver de 1968.
- La Norvège participe aux Jeux olympiques d'été de 1968 à Mexico. 46 athlètes norvégiens, 38 hommes et 8 femmes, ont participé à 36 compétitions dans 11 sports. Ils y ont obtenu deux médailles : une d'or et une d'argent.

## Culture
- La Norvège a participé au Concours Eurovision de la chanson 1968 à Londres, Angleterre, au Royaume-Uni. C'est la 9e participation de la Norvège au Concours Eurovision de la chanson. Le pays est représenté par Odd Børre et la chanson Stress, sélectionnés par la Norsk rikskringkasting (NRK) au moyen de la finale nationale Melodi Grand Prix.

## Naissances
- Naissance en Norvège en 1968

## Décès
- Décès en Norvège en 1968